# Gramatyka tradycyjna
Gramatyka tradycyjna – koncepcja gramatyki wypracowana w Europie i Ameryce przed powstaniem nowoczesnego językoznawstwa w XX wieku. Europejska tradycja gramatyczna została zapoczątkowana przez Greków i była kontynuowana przez Rzymian, którzy skupiali się przede wszystkim na opisywaniu własnych języków. Opracowane przez nich koncepcje znalazły później zastosowanie w odniesieniu do języków nowożytnych, takich jak francuski i angielski. Z czasem zaczęły być stosowane do badania i dokumentacji języków nieindoeuropejskich, m.in. języków rdzennych mieszkańców Ameryk.
Gramatyka tradycyjna charakteryzowała się koncentracją na ideach poprawności językowej, naciskiem na puryzm, a także uprzywilejowaniem języka literackiego i wzorców łaciny. W tradycyjnym pojmowaniu języka gramatykę wiązano ze standardem literackim, a prawo do formułowania sądów poprawnościowych przyznawano wyższym autorytetom – np. nauczycielom – nie zaś całej społeczności użytkowników. Opisy tradycyjne odwoływały się do kategorii i konstrukcji łacińskich, co prowadziło do nieadekwatnego traktowania zjawisk obcych temu językowi. Gramatyka tradycyjna często skupiała się na języku pisanym, przypisując pierwszeństwo „najlepszym” stylom wypowiedzi i krytykując cechy gramatyki potocznej.
Koncepcje wypracowane przez gramatyków tradycyjnych nadal tworzą podstawę nowoczesnych dzieł gramatycznych, ale doszło do licznych zmian, zarówno w zakresie motywów, jak i celów opisu. Odrzucono preskryptywizm jako fundament opisu gramatycznego, wyróżniono więcej części mowy oraz przestano przypisywać szczególne znaczenie gramatyce łacińskiej. Rozwój gramatyki przyczynił się do wykrycia i zbadania wielu pominiętych zjawisk gramatycznych, a także do konstrukcji gramatyk generatywnych. Współcześnie gramatykę tradycyjną uznaje się za podejście nienaukowe, niezgodne z założeniami nowoczesnego (deskryptywnego) językoznawstwa.
Część współczesnych prac gramatycznych nadal wykazuje charakter tradycyjny, ale również te prace czerpią z nowszych koncepcji, wypracowanych w XX wieku.